# 17 de gener
El 17 de gener és el dissetè dia de l'any del calendari gregorià. Queden 348 dies per finalitzar l'any i 349 en els anys de traspàs.

## Esdeveniments
Països Catalans
- 1365: Es documenta per primera vegada la Revetla de Sant Antoni a sa Pobla, Mallorca[1]
- 1931, Palma: Apareix Nuestra Palabra, òrgan de l'Agrupació Comunista de Palma.[2]

Resta del món
- 1781, Cowpens (Carolina del Sud, EUA): Els americans guanyen la batalla de Cowpens durant la Campanya de les Carolines, a la Guerra d'Independència dels Estats Units.
- 1929, Nova York, EUA: Elzie Segar publica la primera historieta de Popeye al diari 'Evening Journal'.
- 1966, Palomares (Almeria): Accident nuclear de Palomares, fent carburant en vol un avió B-52 xoca amb l'avió cisterna sobre Espanya caient quatre bombes atòmiques que es trencaren i contaminaren radioactivament la regió.
- 1995, Kobe, Japó: un terratrèmol, de 6,9 en l'escala de Richter destrueix la ciutat i hi causa més de 6.400 víctimes.[3]

## Naixements
Països Catalans
- 1250 - Lauria-Basilicata o Scalea-Calàbria: Roger de Llúria, militar d'origen lucà, educat a la cort dels reis d'Aragó a Barcelona (m. 1305).
- 1770 - Puigcerdà, Bisbat d'Urgell: Francesc Piguillem i Verdacer, metge i professor de medicina.
- 1846 - Sabadell: Narcís Giralt i Sallarès, professor de teoria de teixits i pintor català.
- 1867 - Tordera, Maresme: Prudenci Bertrana, escriptor modernista català. (m. 1941).
- 1872 - Barcelona: Lluís Masriera i Rosés, orfebre, pintor, escenògraf, comediògraf i director teatral català.
- 1888 - Barcelona: Eugeni Xammar i Puigventós, periodista, diplomàtic i traductor català.
- 1891 - València: Ernest Martínez Ferrando, escriptor i historiador valencià.
- 1896 - Barcelona: Assumpció Casals i Rovira, primera actriu catalana (m. 1975).[4]
- 1902 - Reus, Baix Camp: Miquel Serra i Pàmies, polític català, recordat per evitar la destrucció parcial de la ciutat de Barcelona durant el període final de la Guerra Civil espanyola.
- 1911 - Arenys de Mar, Maresme: Lluís Ferran de Pol, escriptor català.
- 1919 - Sitges (Garraf): Antonio Mingote, humorista gràfic i acadèmic de la llengua (m. 2012).
- 1947:
  - Godall, Montsià: Josefina Matamoros, historiadora de l'art nord-catalana, directora del Museu d'Art Modern de Ceret durant 26 anys.[5]
  - Donostia, Gretel Ammann, filòsofa, assagista, activista, feminista radical i lesbiana separatista basca (m. 2000).[6]
- 1954 - La Gornal, Alt Penedès: Marina Rossell i Figueras, cantant catalana.
- 1976 - Barcelona: Cristina Ungo de Velasco Bou, jugadora de waterpolo catalana, en la posició de portera.[7]
- 1977 - Barcelona: Mariona Ribera Llonc, jugadora de waterpolo catalana.[8]

Resta del món
- 1600, Madrid: Pedro Calderón de la Barca, autor dramàtic de la literatura espanyola, enquadrat dins l'anomenat Segle d'or espanyol, concretament el Barroc.
- 1647, Gdańsk, Polònia: Elisabeth Hevelius, astrònoma polonesa, coneguda com la "mare de la topografia lunar" (m. 1693).[9]
- 1706, Boston (Massachusetts), Amèrica britànica: Benjamin Franklin, polímata nord-americà, considerat un dels Pares fundadors dels Estats Units (m. 1790).
- 1820, Thornton (Yorkshire, Anglaterra): Anne Brontë, novel·lista i poetessa britànica, la més jove de la família literària Brontë (m. 1849).[10]
- 1863, Manchester, Anglaterra: David Lloyd George, polític britànic, Primer Ministre del Regne Unit (1916-1922).
- 1867, Laupheim (Württemberg, Alemanya): Carl Laemmle, pioner de la indústria cinematogràfica i fundador d'Universal Studios (m. 1939).
- 1883, 
  - Ginebra: Mina Audemars, institutriu i pedagoga suïssa.[11]
  - París: Gabrielle Colonna-Romano, actriu francesa (m. 1981).[12]
- 1897, Middelburg, Països Baixos: Lili Bleeker, empresària i física neerlandesa, fabricant d'instruments òptics (m. 1985).[13]
- 1899, Brooklyn, Nova York: Al Capone, gàngster nord-americà
- 1911, Seattle, Washington, EUA)  George Stigler, economista, Premi Nobel d'Economia de 1982.
- 1926, Dunfermline: Moira Shearer, famosa ballarina i actriu escocesa (m. 2006).[14]
- 1931, Arkabutla, Mississipi, (EUA)ː James Earl Jones, actor estatunidenc. Es cèlebre per haver interpretat en anglès la veu de Darth Vader a la saga Star Wars.[15]
- 1933, el Caire, Egipte: Dalida, cantant i actriu d'origen italià i nacionalitat francesa, nascuda al Caire (m. 1987).[16]
- 1942:
  - Louisville, Kentucky, Muhammad Ali, boxador i activista nord-americà (m. 2016).
  - Madrid, Espanya: Antonio Fraguas de Pablo, conegut com a Forges, humorista gràfic espanyol (m. 2018).
- 1944, París: Françoise Hardy, cantant i actriu francesa.[17]
- 1955, Szolnok, Katalin Karikó, bioquímica hongaresa especialitzada en ARN missatger, bàsic per al vaccí COVID-19.[18]
- 1957, Nelson, Colúmbia Britànica: Nancy Argenta, soprano canadenca.[19]
- 1962 - Newmarket, Canadà: Jim Carrey, actor i còmic.
- 1964, Chicago: Michelle Obama, advocada que va ser Primera Dama dels Estats Units entre 2009 i 2017.[20]
- 1977, Nazilli, Aydın: Görkem Yeltan, actriu, escriptora, directora, guionista i productora cinematogràfica turca.[21]
- 1982, Franja de Gaza: Asma al-Ghul, activista, periodista i feminista palestina, que escriu per al periòdic de Ramal·lah Al-Ayyam.[22]
- 1985, Madrid, Espanya: Adriana Ugarte, actriu espanyola.

## Necrològiques
Països Catalans
- 1885 - Reus, Baix Camp: Maria Antònia París i Riera, religiosa catalana, fundadora de la congregació de les Religioses de Maria Immaculada Missioneres Claretianes (n. 1813).
- 1913 - Barcelona: Francesc d'Assís Ubach i Vinyeta, poeta i dramaturg català de la Renaixença (n. 1843).
- 1959 - Barcelona: Joan Amades i Gelats, destacat folklorista català.
- 1970 - Barcelona: Ramon d'Abadal i de Vinyals, historiador i polític català (n. 1888).
- 1973:
  - Castelló de la Plana: Juan Adsuara Ramos, escultor valencià (n. 1891).
  - València: Salvador Carreres Zacarés, historiador valencià (n. 1882).
- 1987 - Barcelona: Josefina Cirera i Llop, ballarina i professora de dansa catalana, en els postulats de la dansa lliure (n. ca. 1890).[23]
- 1991 - Barcelona: Josep Amat i Pagès, pintor català.
- 1995 - Madrid: Juan Bosch Marín, pediatre valencià, fundador i director d'UNICEF-Espanya (n. 1902).[24]
- 2004 - Sant Julià de Lòria, Andorra: Montserrat Palau i Martí, etnòloga i historiadora catalana (n. 1916).[25]
- 2007 - Barcelona: Joan Vilacasas, pintor, gravador, ceramista, escriptor i col·leccionista català.
- 2013 - Madrid: Fernando Guillén, actor català (n. 1932).
- 2022 - València: Enric Solà i Palerm, jurista, professor i estudiós del Dret civil valencià.[26]
- 2023 - Fortià: Josep Rahola i d'Espona, industrial i polític català (n. 1918).
- 2024 -
  - Barcelona: Trini Tinturé, historietista i il·lustradora catalana (n. 1935).[27]
  - Barcelona: Josefina Güell i Saumell, actriu catalana de teatre i cinema.[28]

Resta del món
- 1468 - Lezhë (República de Venècia, actual Albània): Skanderbeg, heroi albanès (m. 1403)
- 1751 - Venècia: Tomaso Albinoni, compositor.
- 1826 - París: Juan Crisóstomo de Arriaga, compositor basc (n. 1806).
- 1830 - Palau de Queluz: Carlota Joaquima d'Espanya, infanta d'Espanya i reina de Portugal (n. 1775).[29]
- 1850 - Devon: Elizabeth Simcoe, il·lustradora i escriptora britànica del Canadà colonial (n. 1762).[30]
- 1861 - Nova York (EUA): Lola Montez, comtessa de Landsfeld, ballarina i actriu, cortesana i amant de Lluís I de Baviera (n.1821).[31]
- 1868 - Sant Petersburg, Rússia: Aleksandr Dargomijski, compositor rus (n. 1813).
- 1890 - Viena: Salomon Sulzer, músic i baríton vienès.
- 1893 - Fremont, Ohio (EUA): Rutherford B. Hayes, militar, advocat i 19è president dels Estats Units (n. 1822)
- 1949 - Carradale: Flora Drummond, sufragista britànica (n. 1878).[32]
- 1970 - París, França: Ona Šimaitė, bibliotecària lituana que va utilitzar la seva posició per ajudar i rescatar jueus del gueto de Vilnius durant la Segona Guerra Mundial (n. 1894).
- 1973 - São Paulo: Tarsila do Amaral, pintora modernista, figura emblemàtica de la pintura del Brasil (n. 1886).[33]
- 1989 - Montevideo: Alfredo Zitarrosa, cantant, compositor, poeta, escriptor i periodista uruguaià (n. 1936).[34]
- 1991 - Oslo, Noruega: Olaf V de Noruega, Rei de Noruega (1955-1991).
- 1997 - Las Cruces, Nou Mèxic (EUA): Clyde William Tombaugh, astrònom nord-americà que va descobrir Plutó el 1930 (n. 1906).
- 2002 - Madrid, Espanya: Camilo José Cela Trulock, escriptor i polític espanyol, guardonat amb el Premi Nobel de Literatura el 1989 (n. 1916).
- 2005:
  - Pequín, RP de la Xina: Zhao Ziyang, polític xinès, secretari general del Partit Comunista.[35]
  - Thousand Oaks, Califòrnia (EUA): Virginia Mayo, actriu de cinema estatunidenca (n. 1920).
- 2008 - Reykjavík, Islàndia: Bobby Fischer, escaquista estatunidenc.
- 2015 - el Caire: Faten Hamama, productora i coneguda actriu egípcia de cinema i televisió (n. 1931).[36]
- 2019 - Hobe Sound, Florida: Mary Oliver, poeta estatunidenca (n. 1935).[37]
- 2021 - Stockton, Califòrniaː Phil Spector, músic i productor musical (n. 1939).[38]
- 2023 - Toló: Lucile Randon, supercentenària occitana (n. 1904).

## Festes i commemoracions
- Diada de Menorca
- Sant Antoni abat, patró de Mallorca i de moltíssims pobles dels Països Catalans com ara Sant Antoni de Portmany (Eivissa). Refrany: "Pel dia de Nadal, una passa de pardal, pel dia de Sant Antoni, una passa de dimoni". Celebració dels Tres Tombs.
  - Festa local de Sant Antoni de Vilamajor, a la comarca del Vallès Oriental.
  - Festa local de Vilanova i la Geltrú, anomenada Tres Tombs, a la comarca del Garraf.
  - Festa del barri de Sant Antoni de Barcelona.
- sant Sulpici el Pietós;
- venerable Maria Antònia París i Riera, fundadora les Religioses de Maria Immaculada Missioneres Claretianes;
- sant Teodosi I el Gran, emperador celebrat a l'Església Ortodoxa
- beata Roselina de Villeneuve, monja cartoixana francesa